# Izba porodowa

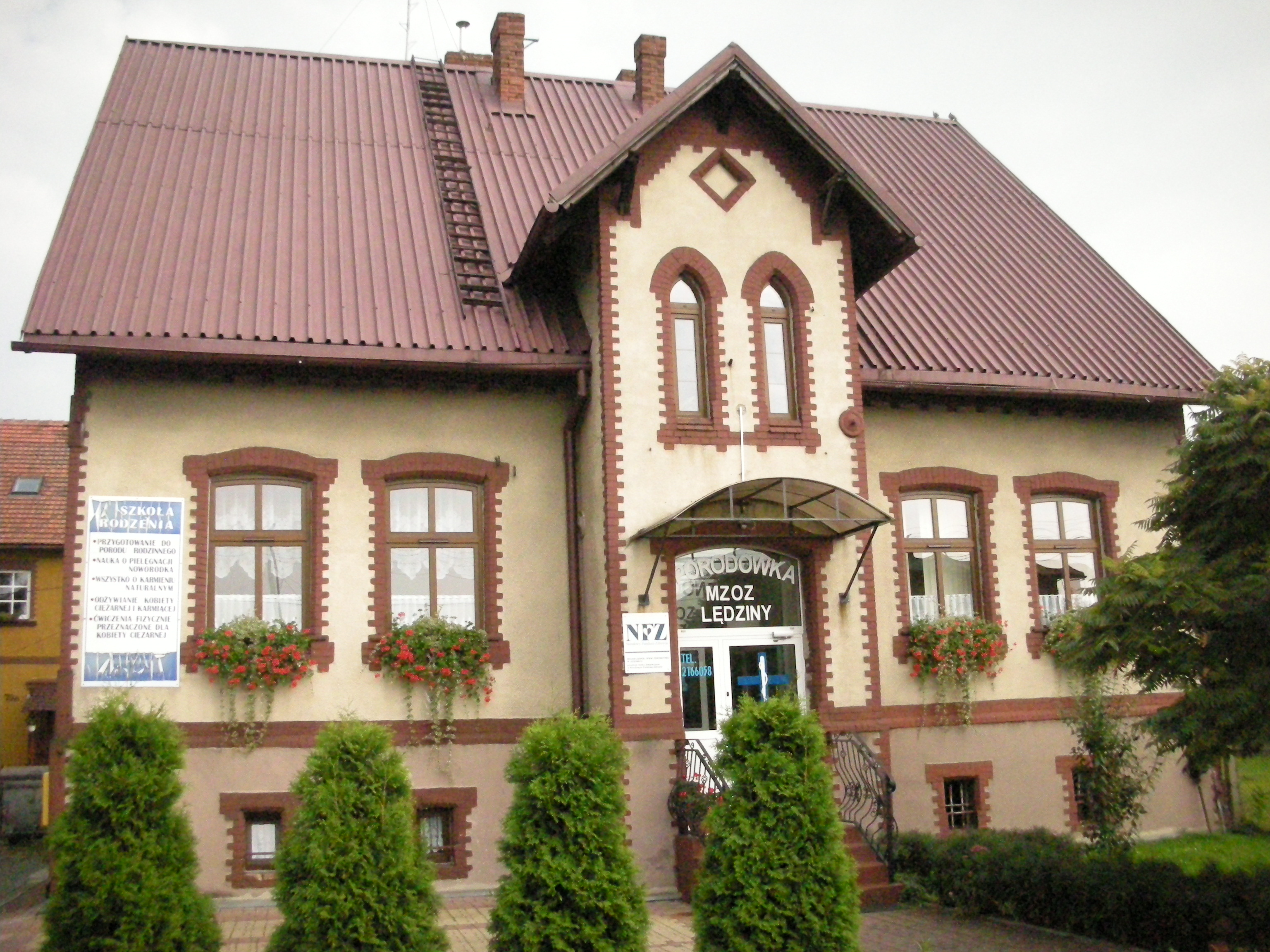
Porodówka w Lędzinach (zamknięta w 2008)

Izba porodowa — placówka lecznictwa otwartego, w której przyjmuje się poród, przystosowana do zapewnienia opieki nad położnicą i noworodkiem w pierwszych dniach po porodzie.
Izba porodowa (potocznie porodówka) nie jest więc oddziałem szpitalnym, a jej funkcjonowanie bardziej przypomina przychodnię lekarską. Izba porodowa zatrudnia położne oraz korzysta ze stałego lub okresowego dyżuru lekarza położnika.
Do izby porodowej kwalifikowane są matki ciężarne z ciążą niepowikłaną, a więc taką, która może się zakończyć porodem naturalnym (siłami natury). Nie przyjmuje się do izb porodowych ciąż mnogich, ciąż z dużą masą urodzeniową, ciąż z nieprawidłowym położeniem płodu lub łożyska. Przypadki takie są w porę rozpoznane i kierowane do porodu na oddziałach porodowych w szpitalach. Dzięki temu korzystanie z izb porodowych w asyście położnych jest bezpieczne i nie różni się wiele od porodu w domu.
Izby porodowe w Polsce tworzono od lat 50. XX w. w liczbie kilkuset placówek, a likwidowano stopniowo do końca XX w. Ostatnią działającą izbą porodową w Polsce była Izba porodowa w Lędzinach działająca do 31 grudnia 2008; zlikwidowana po 57 latach działalności.
W Europie Zachodniej odchodzi się obecnie od medykalizacji porodu dążąc do tego, aby porody fizjologiczne odbywały się w małych placówkach lub w domach. Zamknięcie porodówki w Lędzinach przeczy więc europejskiej tendencji.
Przewaga izb porodowych nad szpitalnymi oddziałami porodowymi polega na bardziej kameralnej, intymnej atmosferze, bardzo ważnej dla wielu rodzących, i ograniczeniu zakażeń szpitalnych.

Przeczytaj ostrzeżenie dotyczące informacji medycznych i pokrewnych zamieszczonych w Wikipedii.